# Monstre de Spiegelman
El Monstre de Spiegelman és una cadena d'ARN de només 220 nucleòtids amb capacitat per autoreproduir-se. Va ser creada per Sol Spiegelman de l'University of Illinois at Urbana-Champaign, que va introduir ARN d'un virus (Qβ) en una solució que contenia l'enzim replicador d'ARN replicasa de l'ARN Replicasa Q-Beta del virus Qβ, nucleòtids lliures i algunes sals. En aquest ambient l'ARN es va començar a autoreplicar. Després d'un temps l'Spiegelman va prendre una mostra de l'ARN i el va posar en un tub amb una solució fresca. Aquest procés es va anar repetint.
Les cadenes més curtes d'ARN produïdes per mutació varen esdevenir capaces de replicar-se més de pressa, de manera que varen anar evolucionant per ser cada cop més i més petites. Després de 74 generacions la cadena original, amb 4.500 nucleòtids, va acabar sent un genoma nan de només 220 bases. En aquestes condicions no naturals ha demostrat que una cadena molt curta d'ADN és capaç de replicar-se a molta velocitat.
El 1997 Eigen i Oehlenschlager varen demostrar que el Monstre de Spiegelman encara podia esdevenir més petit, contenint només 48 o 54 nucleòtids.